# آپل
آپل (به فرانسوی: Appelle) یک کمون در فرانسه است که در canton of Puylaurens واقع شده‌است. آپل ۳٫۸۷ کیلومتر مربع مساحت دارد ۲۳۰ متر بالاتر از سطح دریا واقع شده‌است.